# منتخب لبنان للريشة الطائرة
منتخب لبنان للريشة الطائرة يمثل لبنان في المسابقات الدولية لفرق الريشة الطائرة. يُسيره الاتحاد اللبناني للريشة الطائرة [الإنجليزية]، الهيئة الإدارية للريشة الطائرة في لبنان. ظهر المنتخب اللبناني لأول مرة مع فريقه الدولي في بطولة آسيا للفرق المختلطة للريشة الطائرة 2023
ويتنافس منتخب لبنان للناشئين أيضًا في بطولة البحر الأبيض المتوسط للريشة الطائرة [الإنجليزية].

## التاريخ
تشكل منتخب لبنان للريشة الطائرة في 28 أبريل 1993 بعد تأسيس الاتحاد اللبناني للريشة الطائرة [الإنجليزية]. وسُرعان ما أصبح الفريق تابعاً للجنة الأولمبية اللبنانية ظهر اللاعبون اللبنانيون لأول مرة على المستوى الدولي في الأحداث الفردية في دورة ألعاب البحر الأبيض المتوسط 2013، حيث تم إدخال الريشة الطائرة لأول مرة في الألعاب. شارك المنتخب الوطني للناشئين في بطولة البحر الأبيض المتوسط للريشة الطائرة عام 2017 ولكنه أُقصي من دور المجموعات.

### الفريق المختلط
في عام 2023، ظهر منتخب لبنان المختلط لأول مرة في بطولة آسيا للفرق المختلطة لتنس الريشة 2023. أسفرت القرعة عن وجود الفريق إلى جانب إندونيسيا وتايلاند والبحرين وسوريا في المجموعة الثالثة. وخسر الفريق جميع مبارياته في دور المجموعات وخرج من دور المجموعات.

## السجل التنافسي

### بطولة الفرق الآسيوية

#### الفريق المختلط
| السنة | النتيجة                      |
| ----- | ---------------------------- |
| 2023  | مرحلة المجموعات − السابع عشر |

## السجل التنافسي للناشئين

### بطولة البحر الأبيض المتوسط للناشئين

#### الفريق المختلط
| السنة | النتيجة         |
| ----- | --------------- |
| 2017  | مرحلة المجموعات |

## اللاعبين

### التشكيلة الحالية

#### منتخب الرجال
| الاسم            | العمر          | ترتيب الحدث | ترتيب الحدث | ترتيب الحدث |
| الاسم            | العمر          | MS          | MD          | XD          |
| ---------------- | -------------- | ----------- | ----------- | ----------- |
| أبي يونس كريستوف | 23 أبريل 2003  | -           | -           | -           |
| أوليفر خوري      | 17 أبريل 2007  | -           | -           | -           |
| رافاييل رينو     | 21 أكتوبر 2006 | -           | -           | -           |

#### منتخب السيدات
| الاسم         | العمر         | ترتيب الحدث | ترتيب الحدث | ترتيب الحدث |
| الاسم         | العمر         | WS          | WD          | XD          |
| ------------- | ------------- | ----------- | ----------- | ----------- |
| لين الجبور    | 20 يوليو 2006 | -           | -           | -           |
| ميرا حسين آغا | 26 يوليو 2005 | -           | -           | -           |
| زينة كازمة    | 24 مارس 2006  | -           | -           | -           |

### التشكيلات السابقة

#### بطولة آسيا للريشة الطائرة
- الفريق المختلط: 2023